# Julius Klaproth
Heinrich Julius von Klaproth, född den 11 oktober 1783 i Berlin, död den 28 augusti 1835 i Paris, var en tysk orientalist och forskningsresande, son till Martin Heinrich Klaproth.
Klaproth blev 1804 adjunkt i orientalisk filologi och litteratur i Sankt Petersburg. Året därefter medföljde han en till Kina avsänd rysk beskickning och vann en riklig skörd för sina asiatiska språkstudier, trots att beskickningen knappt hunnit över gränsen till Mongoliet, då den måste vända om.
En annan resa, som Klaproth företog till Georgien och övriga Kaukasus 1807-08, lämnade i flera avseenden viktiga resultat, framlagda i det av honom utgivna Archiv für asiatische Litteratur, Geschichte und Sprachkunde (1810) samt i hans Reise in den Kaukasus und nach Georgien (1812-14) med flera arbeten. I december 1810 fick Klaproth anledning att bege sig till Berlin och av oklara skäl han fann han snart bäst att inte återvända till Ryssland.
År 1815 flyttade han till Paris, där han med preussiska regeringens tillstånd förblev bosatt, även sedan han 1816 av nämnda regering fått titel professor i asiatiska språk med åtföljande lön. I Paris deltog han i stiftandet av "Société asiatique" (1822), grundade tidskriften Magasin asiatique (1825-27) och var en flitig medarbetare i Journal asiatique.
Bland Klaproths många särskilt utgivna arbeten, av vilka i synnerhet de geografiska på senare tiden stämplats såsom mindre pålitliga, kan nämnas Asia polyglotta (1823), Chrestomathie mandchou (1828), Chrestomathie chinoise (1833) samt det för kännedomen om Japans historia viktiga verket Aperçu général des trois royaumes, traduit de l'original japonais-chinois (samma år).
Bland Klaproths lärda fejder märkas hans misslyckade angrepp på egyptologen Jean-François Champollion, avslutade med skriften Examen critique des travaux de feu M. Champollion sur les hiéroglyphes (1832).